# ポプリ (アルバム)
『ポプリ』（Potpourri）は、サド・ジョーンズ / メル・ルイス・ジャズ・オーケストラのアルバムである。

## 収録曲
1. ブルース・イン・ア・ミニット - "Blues In A Minute" - 8分24秒
2. オール・マイ・イエスタデイズ - "All My Yesterdays" - 4分31秒
3. クワイエット・レディー - "Quiet Lady" - 7分31秒
4. ドント・ユー・ウォーリー・バウト・ア・シング - "Don't You Worry 'Bout a Thing" - 3分58秒
5. フォー・ザ・サブ・オブ・マネー - "For the Love of Money" - 4分12秒
6. ユアーズ・アンド・マイン - "Yours and Mine" - 3分46秒
7. アンビエンス - "Ambiance" - 7分22秒
8. リビング・フォー・ザ・シティー - "Living for the City" - 4分24秒

## 演奏メンバー
- サド・ジョーンズ - フリューゲルホルン
- メル・ルイス - ドラム
- ローランド・ハナ (Roland Hanna) - ピアノ
- ジョージ・ムラーツ (George Mraz) - ベース
- ジェリー・ダジォン (Jerry Dodgion) - アルトサックス、フルート
- エディ・ズィーキス (Eddie Xiques) - アルトサックス、フルート、クラリネット
- ビリー・ハーパー (Billy Harper) - テナーサックス、クラリネット
- ロン・ブリッジウォーター (Ron Bridgewater) - テナーサックス、クラリネット
- ペッパー・アダムス (Pepper Adams) - バリトンサックス
- ジョン・ファディス (John Faddis) - トランペット
- ジム・ボッシー (Jim Bossy) - トランペット
- スティーヴ・ファータド (Steve Furtado) - トランペット
- セシル・ブリッジウォーター (Cecil Bridgewater) - トランペット
- ジミー・ネッパー (Jimmy Knepper) - トロンボーン
- クエンティン・ジャクソン (Quentin Jackson) - トロンボーン
- ビリー・キャンベル (Billy Campbell) - トロンボーン
- クリフ・ヘザー (Cliff Heather) - トロンボーン
- バディー・ルーカス (Buddy Lucas) - ハーモニカ、口琴